# Solanum bulbocastanum
Solanum bulbocastanum är en potatisväxtart som beskrevs av Michel Félix Dunal. Solanum bulbocastanum ingår i släktet skattor som ingår i familjen potatisväxter. Inga underarter finns listade i Catalogue of Life.